# 石岗 (1966年)
石岗（1966年3月—），中華人民共和國政治人物，现任新疆维吾尔自治区政协委员会副主席，克拉玛依市委书记。